# Bohater Pracy Federacji Rosyjskiej

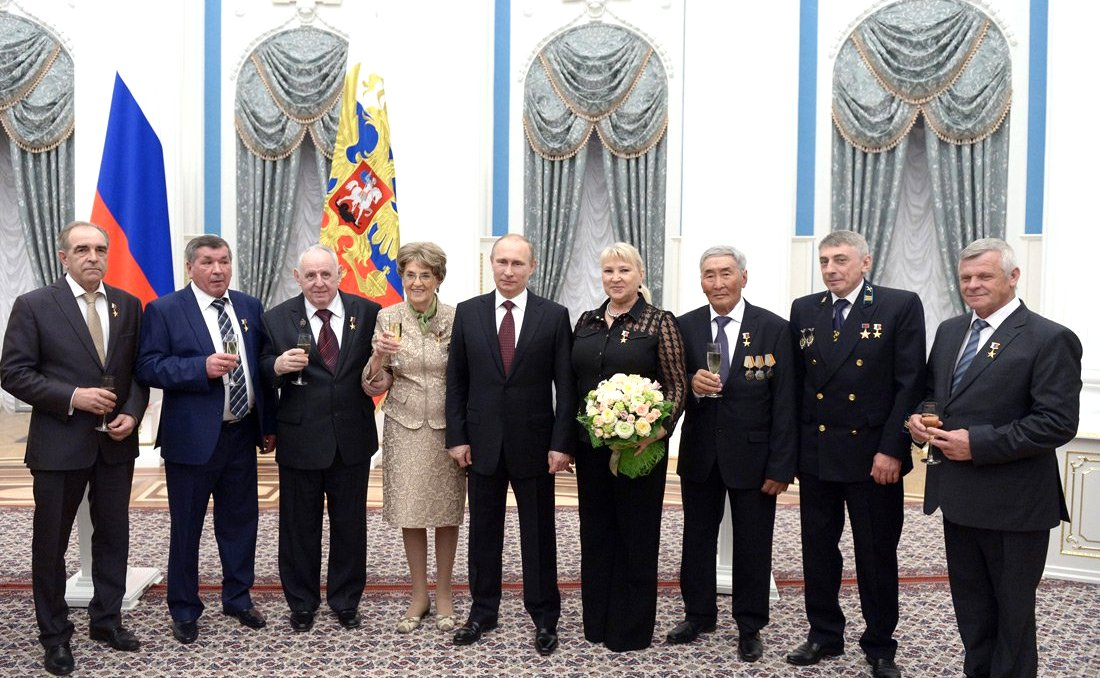
Wspólna fotografia pierwszych ośmiu z dziesięciu Bohaterów Pracy Federacji Rosyjskiej wraz z prezydentem Rosji, 1 maja 2014

Bohater Pracy Federacji Rosyjskiej (ros. Герой Труда Российской Федерации) – najwyższy tytuł honorowy przyznawany w Federacji Rosyjskiej za zasługi w pracy. Tytuł jest nadawany wyłącznie obywatelom Federacji Rosyjskiej za szczególne osiągnięcia w pracy na rzecz państwa i narodu związane z osiąganiem wybitnych wyników w działalności państwowej, społecznej i gospodarczej mającej na celu zapewnienie dobrobytu i rozwoju Rosji.
Bohater Pracy Federacji Rosyjskiej otrzymuje odznakę tytułu honorowego – Złoty Medal „Bohater Pracy Federacji Rosyjskiej” oraz certyfikat nadania tytułu Bohatera Pracy Federacji Rosyjskiej.
Tytuł Bohatera Pracy Federacji Rosyjskiej jest drugim co do ważności tytułem honorowym w Rosji po Bohaterze Federacji Rosyjskiej. W przypadku nadania jednej osobie zarówno tytułu Bohatera Federacji Rosyjskiej, jak i tytułu Bohatera Pracy Federacji Rosyjskiej w jego rodzinnej miejscowości, na podstawie dekretu Prezydenta Federacji Rosyjskiej, stawia się jej popiersie z brązu z odpowiednim opisem.

## Historia odznaczenia

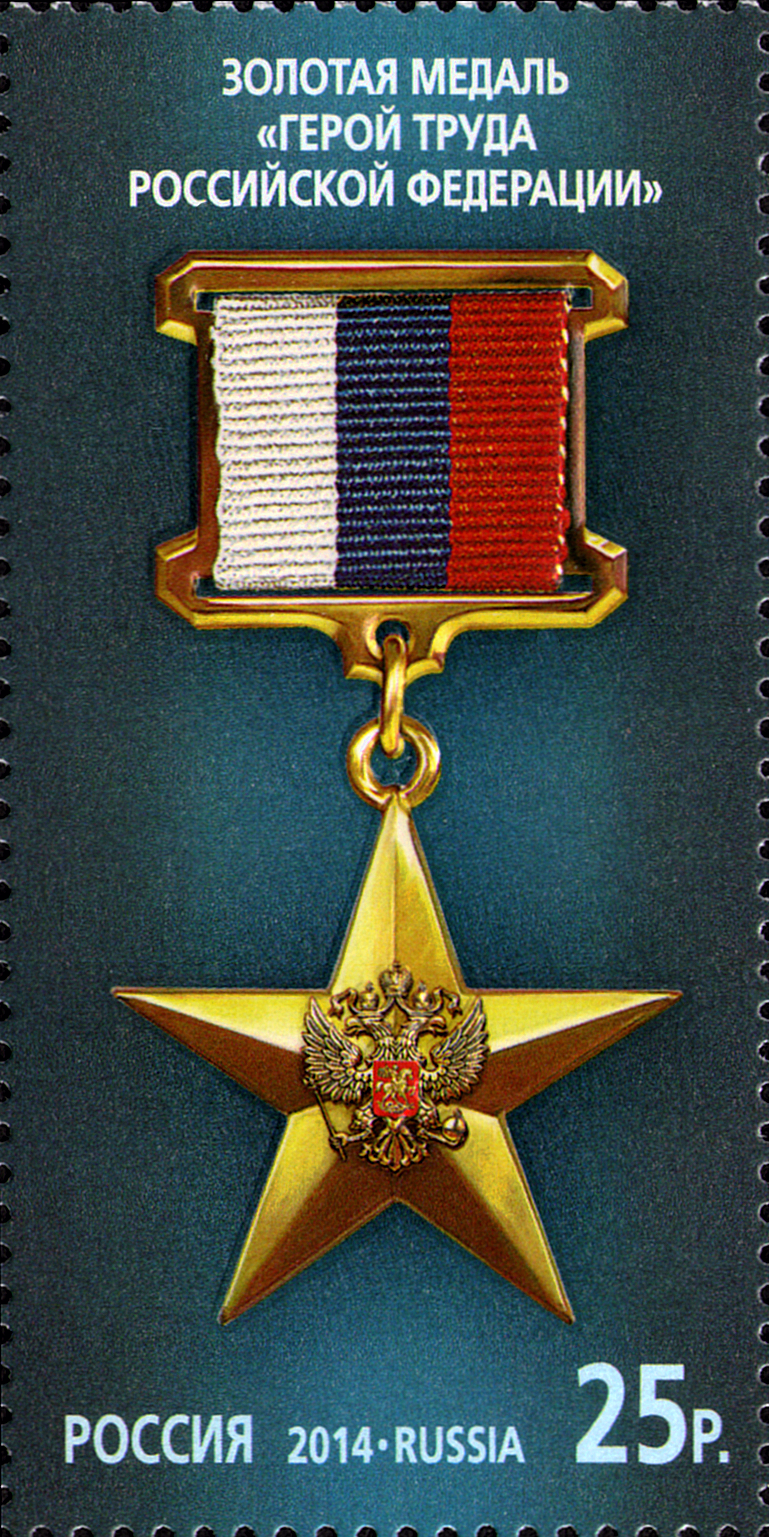
Złoty Medal „Bohater Pracy Federacji Rosyjskiej” na rosyjskim znaczku pocztowym z 2014

W sierpniu 2012 roku w Tiumeniu na konferencji międzyregionalnego ruchu społecznego „W obronie ludzi pracy!” wystosowano apel do prezydenta Rosji Władimira Putina z prośbą o wprowadzenie w Rosji tytułu „Bohatera Pracy”, wzorowanego na sowieckim tytule Bohatera Pracy Socjalistycznej.
Tytuł Bohatera Pracy Federacji Rosyjskiej został ustanowiony przez Prezydenta Rosji 29 marca 2013 roku Dekretem nr 294 „O ustanowieniu tytułu Bohatera Pracy Federacji Rosyjskiej”. Dekret zatwierdził Regulamin tytułu honorowego Bohatera Pracy Federacji Rosyjskiej, opis insygniów tytułu honorowego – Złoty Medal „Bohater Pracy Federacji Rosyjskiej”, rysunek medalu, wzór certyfikatu nadania tytułu oraz wzór legitymacji Bohatera Pracy Federacji Rosyjskiej.
Jak zapowiedział prezydent Rosji Władimir Putin, tytuł ten będzie przyznawany corocznie w święto 1 maja.

## Zasady nadawania
- Tytuł Bohatera Pracy Federacji Rosyjskiej jest najwyższym tytułem honorowym przyznawanym dla wyróżnienia specjalnych zasług w pracy dla państwa i narodu.
- Tytuł Bohatera Pracy Federacji Rosyjskiej nadawany jest obywatelom Federacji Rosyjskiej, którzy osiągnęli wybitne wyniki w działalności państwowej, społecznej i gospodarczej, wnieśli znaczący wkład w społeczno-gospodarczy rozwój kraju, w tym rozwój przemysłu i rolnicza, transportu, budownictwa, nauki, kultury, edukacji i ochrony zdrowia oraz w innych obszarach działalności.
- Tytuł Bohatera Pracy Federacji Rosyjskiej nadawany jest obywatelom Federacji Rosyjskiej, których wyróżnienia w pracy z reguły były wcześniej uhonorowywane innymi odznaczeniami państwowymi Federacji Rosyjskiej.
- Bohater Pracy Federacji Rosyjskiej otrzymuje:
  - odznakę tytułu honorowego – złoty medal „Bohater Pracy Federacji Rosyjskiej”;
  - certyfikat nadania tytułu Bohatera Pracy Federacji Rosyjskiej.
- Odznaka tytułu honorowego – złoty medal „Bohater Pracy Federacji Rosyjskiej” jest noszona po lewej stronie klatki piersiowej nad innymi odznaczeniami państwowymi Federacji Rosyjskiej i odznaczeniami państwowymi ZSRR, lecz po medalu „Złota Gwiazda” Bohatera Federacji Rosyjskiej.

## Opis odznaki
- Złoty medal „Bohater Pracy Federacji Rosyjskiej” to gwiazda z pięcioma gładkimi dwuściennymi promieniami z przodu. Długość belki — 15 mm. Pośrodku gwiazdy znajduje się płaskorzeźba przedstawiająca godło państwowe Federacji Rosyjskiej. Na rewersie, pośrodku medalu, zawarto poziomy płaskorzeźbiony napis: „Bohater Pracy Federacji Rosyjskiej”. Pod napisem numer medalu.
- Medal jest połączony uchem i pierścieniem z prostokątnym blokiem o wysokości 15 mm i szerokości 19,5 mm ze złoconymi ramkami w górnej i dolnej części. Blok jest pokryty jedwabną, morową wstęgą w kolorach flagi państwowej Federacji Rosyjskiej. Na odwrocie bloczka znajduje się gwintowany trzpień z nakrętką do mocowania medalu do ubrania.
- Medal jest wykonany ze złota o wadze 15,25 grama[2][5].